# Brad Glenn
Bradley Edward Glenn (né le 2 avril 1987 à Cedartown, Géorgie, États-Unis) est un joueur de champ extérieur des Blue Jays de Toronto de la Ligue majeure de baseball.

## Carrière
Athlète évoluant avec les Wildcats de l'université d'Arizona, Brad Glenn est sélectionné à deux reprises au repêchage des joueurs amateurs : il est choisi par les Athletics d'Oakland au 17e tour de sélection en 2008, puis par les Blue Jays de Toronto au 23e tour en 2009. C'est avec ces derniers qu'il signe son premier contrat professionnel. 
Il fait ses débuts dans le baseball majeur avec Toronto le 27 juin 2014 contre les White Sox de Chicago.